# Carpesium spathiforme
Carpesium spathiforme là một loài thực vật có hoa trong họ Cúc. Loài này được Hosok. mô tả khoa học đầu tiên năm 1932.